# Bloody Disgusting
Bloody Disgusting este un site web american despre filme de groază, jocuri video, benzi desenate și muzică, cunoscut în special pentru producerea trilogiei V/H/S de filme de groază de antologie. 

## Istorie
Bloody Disgusting a fost fondat în 2001 de Brad Miska (sub pseudonimul "Mr. Disgusting") și Tom Owen, care conduc site-ul împreună cu John Squires. Până în 2007, site-ul a avut 1,5 milioane de vizitatori unici și 20 de milioane de vizualizări de pagină în fiecare lună. În septembrie 2007, un pachet minoritar de acțiuni a fost cumpărat de The Collective, o companie din Beverly Hills. În 2011, Bloody Disgusting a început să distribuie și să producă filme care au primit premii și au dat naștere francizei de succes V/H/S.
În 2017, Bloody Disgusting a cumpărat The Collective și operează în prezent ca o companie independentă. Bloody Disgusting a lucrat la proiecte din genul horror cu scriitori , regizori și actori, printre care Adam Wingard, Simon Barrett, David Bruckner, Roxanne Benjamin, Joe Swanberg, AJ Bowen, Amy Seimetz, TI West, Radio Silence, Glenn McQuaid, Steven C Miller, Jonny Weston, Jason Eisner, Eduardo Sanchez, Greg Hale, Gareth Evans, Timo Tjahjanto, Marcel Sarmiento, Nacho Vigalondo, Patrick Horvath, Sion Sono și Trent Haaga

## Producție cinematografică
Pe măsură ce Bloody Disgusting s-a dezvoltat, a evoluat într-o companie de producție de filme, lansând filme horror. Unele filme au fost premiate. 
- V/H/S - a avut premiera la Festivalul de Film Sundance din 2012
- V/H/S/2 - a avut premiera la Festivalul de Film Sundance din 2013
- V/H/S: Viral - a avut premiera la festivalul de film Fantastic Fest 2014
- Under The Bed - a avut premiera la Festivalul Internațional de Film Fantasia din 2012
- A Horrible Way to Die - a avut premiera la Festivalul Internațional de Film 2010 din Toronto. A concurat și la Fantastic Fest, unde a primit trei premii majore: cel mai bun scenariu - Simon Barrett, cel mai bun actor - AJ Bowen și cea mai bună actriță - Amy Seimetz.
- Southbound - film antologie, a avut premiera la Festivalul Internațional de Film din 2015. Regizat de  Radio Silence, Roxanne Benjamin, David Bruckner, Patrick Horvath.

## Bloody Disgusting Selects
În 2011, Bloody Disgusting s-a asociat cu AMC Networks și The Collective pentru a crea o companie de distribuție numită Bloody Disgusting Selects, care a lansat filme de groază în cinematografele AMC și în format DVD, Blu-ray și video la cerere (VOD). Filmele distribuite sunt:
- Alyce Kills
- Atrocious (regia Fernando Barreda Luna)
- Blood Runs Cold
- Chop
- Cold Fish
- Crawl
- Delivery
- Exit Humanity
- Faust: Love Of The Damned
- Fever Night
- The Haunting of Helena
- Hellacious Acres
- Macabre
- Outcast
- The Pack
- Phase 7
- Rammbock
- Truth or Dare (2011)
- The Woman (regia  Lucky McKee, scenariul Jack Ketchum)
- YellowBrickRoad (cel mai bun film  New York City Horror Film Festival 2010)